# 奧特里維爾 (喬治亞州)
奧特里維爾（英語：Autreyville）是位於美國喬治亞州科爾奎特縣的一個非建制地區。該地的面積和人口皆未知。

## 地理
奧特里維爾的座標為31°03′45″N 83°45′54″W / 31.06250°N 83.76500°W，而該地的平均海拔高度為74米（即243英尺）。